# Survive the Game
Pour plus de détails, voir Fiche technique et Distribution.
Survive the Game ou Jeu de survie au Québec est un film d'action américain réalisé par James Cullen Bressack, sorti en 2021.

## Synopsis
Deux flics, Watson et Cal, font une descente dans un repaire de dealers mais un couple de toxicomanes, Jean et Violet, tirent gravement sur Watson tandis que son coéquipier les poursuit dans une ferme perdue, entretenue par un vétéran tourmenté. Ce dernier accepte d'aider Cal au moment même où le chef de ce cartel débarque avec ses hommes, mais également un Watson retenu en otage, pour leur déclarer la guerre...

## Fiche technique
- Titre original et français : Survive the Game
- Titre québécois : Jeu de survie
- Réalisation : James Cullen Bressack
- Scénario : Ross Peacock
- Musique : Tim Jones
- Photographie : Bryan Koss
- Montage : R. J. Cooper
- Production : Randall Emmett, George Furla, Chad A. Verdi, Luillo Ruiz, Alex Eckert, Mark Stewart et Tyler Jon Olson
- Sociétés de production : Emmett/Furla Oasis, Lionsgate Films et The Pimienta Film Co.
- Société de distribution : Lionsgate Films
- Pays d'origine :  États-Unis
- Langue originale : anglais
- Format : couleur
- Genre : action
- Durée : 97 minutes
- Dates de sortie : 
  - États-Unis  : 8 octobre 2021
  - France : 21 avril 2022 (diffusion sur Canal+)

## Distribution
- Chad Michael Murray (VF : Yoann Sover) : Eric
- Bruce Willis (VF : Éric Herson-Macarel) : l'inspecteur David Watson
- Swen Temmel (VF : Damien Ferrette) : Cal
- Michael Sirow (VF : Jérémie Covillault) : Frank
- Kate Katzman (VF : Caroline Victoria) : Violet
- Zack Ward (VF : Fabrice Lelyon) : Mickey Jean
- Donna D'Errico (VF : Juliette Poisonnier) : Carly
- Canyon Prince : Andrew
- Sarah Roemer : Hannah
- Sean Kanan (VF : Jérôme Rebbot) : Ed
- Adam Huel Potter (VF : Éric Marchal) : Liam

version française réalisée par la société de doublage MJM PostProd, sous la direction artistique d'Éric Sola, avec une adaptation des dialogues par Olivier Jankovic.
 Source et légende : version française (VF) sur RS Doublage